# Гайке Лецш
Гайке Лецш (нім. Heike Lätzsch, 19 грудня 1973) — німецька хокеїстка на траві.
Олімпійська чемпіонка 2004 року, срібна призерка 1992 року, учасниця 1996, 2000 років.
Срібна призерка Чемпіонату Європи 1999 року, бронзова призерка 1995 року.
Срібна призерка Трофею чемпіонів 1991, 1997, 2000 років, бронзова призерка 1993, 1999 років.
Бронзова призерка Чемпіонату світу 1998 року.